# ハーモニー 心をつなぐ歌
『ハーモニー 心をつなぐ歌』（ハーモニー こころをつなぐうた、原題：하모니）は、2010年の韓国映画。世代や境遇がそれぞれ異なる女子刑務所の囚人が合唱団を結成する様子を描いた、実話を元にした作品。撮影は、作品のモデルとなった清州刑務所で行われている。

## ストーリー
夫の暴力から身を守るために夫を殺害し、女子刑務所に服役しているジョンへ(キム・ユンジン)は、獄中で息子のミヌを出産。法律により獄中で生後18ヶ月までの養育を認められていた。そんな折、慰問に訪れた合唱団の歌声に感動したジョンへは、元音大教授のムノク(ナ・ムニ)を中心に合唱団を結成することを提案。半年で成果を上げることを条件に合唱団の結成を認めさせ、メンバー集めに取り掛かる。

## キャスト
- ホン・ジョンへ：キム・ユンジン
- キム・ムノク：ナ・ムニ
- カン・ユミ：カン・イェウォン
- チ・ファジャ：チョン・スヨン
- カン・ヨンシル：パク・ジュンミョン
- コン・ナヨン：イ・ダヒ
- パン課長：チャン・ヨンナム